# Jože Kužnik
Jože Kužnik, slovenski politik in prometni inženir * 6. marec 1973, Polzela. 
Je župan Občine Polzela od 12. marca 2012. Funkcijo opravlja poklicno.

## Izobraževanje
Kužnik je osnovno šolo obiskoval na Polzeli, nato je šolanje nadaljeval na srednji šoli v Velenju, smer elektrotehnika. Študiral je na Fakulteti za pomorstvo in promet Univerze v Ljubljani ter leta 1998 diplomiral in pridobil naziv univerzitetni diplomirani inženir tehnologije prometa. 

## Kariera
Zaposlil se je na Pošti Slovenije, kjer je opravljal delo na več vodstvenih in vodilnih delovnih mestih. Med letoma 2021 in 2025 je bil zaposlen na DARS. 

## Politična kariera
Prvič je bil v Občinski svet Občine Polzela izvoljen leta 2002. Med letoma 2006 in 2011 je prevzel funkcijo podžupana Občine Polzela. Marca 2012 je zmagal na nadomestnih volitvah za župana Občine Polzela, prav tako na rednih lokalnih volitvah leta 2014 in 2018, ko je tudi ustanovil nestrankarsko lokalno Gibanje ZA Občino Polzela – lista Jožeta Kužnika.
Leta 2013 je ustanovil Ustanovo Dobrodelni županov sklad Polzela, z željo prispevati k programu pomoči potrebnim otrokom in družinam iz Občine Polzela, ki so se znašle v socialni stiski.
Veliko zaslug ima tudi za vsakoletno slovesnost pri spominskem obeležju v Andražu nad Polzelo, ki so ga postavili leta 2014 ob 70-letnici sestrelitve ameriškega letala in je preraslo državne okvire, saj ponazarja slovensko-ameriško prijateljstvo in zavezništvo. V času njegovega županovanja so bili v Občini Polzela izpeljani naslednji projekti: izgradnja vodovoda na Goro Oljko, ureditev centra Polzele, izgradnja prizidka Vrtca Polzela, energetske sanacije javnih stavb, dokončanje izgradnje kanalizacije, sanacija vodovodnega omrežja, obnova rojstne hiše Neže Maurer,  obnove občinskih cest ter pridobitev več certifikatov kakovosti.

## Zasebno življenje
Z družino živi v hiši v Andražu nad Polzelo. V svojem prostem času pozornost posveča branju, teku, planinarjenju, smučanju in zborovskemu petju. Je član treh lokalnih društev.